# Agapetes
Agapetes és un gènere de plantes angiospermes de la família de les ericàcies (Ericaceae). Són plantes natives de la zona compresa entre l'Himàlaia i el sud de la Xina, Indoxina i la península de Malaca, algunes espècies es fan servir com a planta ornamental.

## Descripció
Són arbusts perennes generalment amb la forma vital de Raunkjaer d'epífit (viuen sobre altres plantes sense parasitar-les), però també hi ha espècies que es desenvolupen sobre la terra. Les fulles són senceres o serrades i disposades en espiral. Les flors poden ser solitàries o agrupades en inflorescències racemoses, en corimbe o en fascicle, amb una corol·la amb cinc pètals, que pot prendre formes generalment tubulars, però també globoses, urceolades o campanulades. L'androceu està format per un conjunt de 10 estams. Al gineceu l'ovari és ínfer, amb molts òvuls per carpel. El fruit és una baia.

## Taxonomia
Aquest gènere va ser publicat per primer cop l'any 1834 al tercer volum de l'obra A General History of the Dichlamydeous Plants de George Don (1798-1856).

### Espècies
Dins del gènere Agapetes es reconeixen les 113 espècies següents:
- Agapetes aborensis Airy Shaw
- Agapetes acuminata D.Don ex G.Don
- Agapetes adenobotrys Airy Shaw
- Agapetes affinis (Griff.) Airy Shaw
- Agapetes angulata (Griff.) Benth. & Hook.f.
- Agapetes angustifolia (Knagg) Airy Shaw
- Agapetes anonyma Airy Shaw
- Agapetes arunachalensis D.Banik & Sanjappa
- Agapetes atrosanguinea Airy Shaw
- Agapetes auriculata (Griff.) Benth. & Hook.f.
- Agapetes bhareliana (Airy Shaw) D.Banik & Sanjappa
- Agapetes bhutanica N.P.Balakr. & Sud.Chowdhury
- Agapetes borii Airy Shaw
- Agapetes brachypoda Airy Shaw
- Agapetes bracteata Hook.f. ex C.B.Clarke
- Agapetes brandisiana W.E.Evans
- Agapetes brevipedicellata Y.H.Tan & S.S.Zhou
- Agapetes buxifolia Nutt. ex Hook.f.
- Agapetes camelliifolia S.H.Huang
- Agapetes campanulata (Kurz) C.B.Clarke
- Agapetes cauliflora Merr.
- Agapetes chapaensis Dop
- Agapetes ciliata S.H.Huang
- Agapetes dalaiensis D.Banik & Sanjappa
- Agapetes discolor C.B.Clarke
- Agapetes dispar Airy Shaw
- Agapetes epacridea Airy Shaw
- Agapetes fasciculiflora Airy Shaw
- Agapetes flava (Hook.f.) Sleumer
- Agapetes forrestii W.E.Evans
- Agapetes graciliflora R.C.Fang
- Agapetes grandiflora Hook.f.
- Agapetes griffithii C.B.Clarke
- Agapetes guangxiensis D.Fang
- Agapetes haemantha Airy Shaw
- Agapetes heana Y.H.Tong & J.D.Ya
- Agapetes hillii Brandis
- Agapetes hookeri (C.B.Clarke) Sleumer
- Agapetes hosseana Diels
- Agapetes huangiana Bin Yang, Y.H.Tan & Y.H.Tong
- Agapetes hyalocheilos Airy Shaw
- Agapetes incurvata (Griff.) Sleumer
- Agapetes inopinata Airy Shaw
- Agapetes interdicta (Hand.-Mazz.) Sleumer
- Agapetes kanjilalii Das
- Agapetes kingdonis Airy Shaw
- Agapetes lacei Craib
- Agapetes leucocarpa S.H.Huang
- Agapetes linearifolia C.B.Clarke
- Agapetes listeri (King ex C.B.Clarke) Sleumer
- Agapetes lobbii C.B.Clarke
- Agapetes loranthiflora D.Don ex G.Don
- Agapetes macrantha (Hook.) Benth. & Hook.f.
- Agapetes macrostemon (Kurz) C.B.Clarke
- Agapetes malipoensis S.H.Huang
- Agapetes mannii Hemsl.
- Agapetes marginata Dunn
- Agapetes medogensis S.H.Huang
- Agapetes megacarpa W.W.Sm.
- Agapetes miniata (Griff.) Benth. & Hook.f.
- Agapetes miranda Airy Shaw
- Agapetes mitrarioides Hook.f. ex C.B.Clarke
- Agapetes mondangensis H.Li
- Agapetes moorei Hemsl.
- Agapetes nana (Griff.) Benth. & Hook.f.
- Agapetes neriifolia (King & Prain) Airy Shaw
- Agapetes nutans Dunn
- Agapetes nuttallii C.B.Clarke
- Agapetes oblonga Craib
- Agapetes obovata (Wight) Benth. & Hook.f.
- Agapetes odontocera (Wight) Benth. & Hook.f.
- Agapetes oligodonta Y.H.Tong, K.Armstr. & Bin Yang
- Agapetes oxycoccoides J.Murata, Nob.Tanaka & Ohi-Toma
- Agapetes pachyacme Airy Shaw
- Agapetes parishii C.B.Clarke
- Agapetes pensilis Airy Shaw
- Agapetes pentastigma J.Murata, Nob.Tanaka & H.Murata
- Agapetes polyantha Nied.
- Agapetes pottingeri Prain
- Agapetes praeclara Marquand
- Agapetes praestigiosa Airy Shaw
- Agapetes pseudogriffithii Airy Shaw
- Agapetes pubiflora Airy Shaw
- Agapetes putaoensis Y.H.Tong & N.H.Xia
- Agapetes pyrolifolia Airy Shaw
- Agapetes reflexiloba Y.H.Tan & Bin Yang
- Agapetes refracta Airy Shaw
- Agapetes rubrobracteata R.C.Fang & S.H.Huang
- Agapetes rubropedicellata P.F.Stevens
- Agapetes salicifolia C.B.Clarke
- Agapetes saligna (Hook.f.) Hook.f.
- Agapetes saxicola Craib ex Kerr
- Agapetes scortechinii (King & Gamble) Sleumer
- Agapetes serpens (Wight) Sleumer
- Agapetes setigera D.Don ex G.Don
- Agapetes siangensis D.Banik & Sanjappa
- Agapetes sikkimensis Airy Shaw
- Agapetes smithiana Sleumer
- Agapetes spissa Airy Shaw
- Agapetes spissiformis Airy Shaw
- Agapetes stenosepala (Airy Shaw) Y.H.Tong, Bin Yang & K.Armstr.
- Agapetes subansirica G.D.Pal & Thoth.
- Agapetes subsessilifolia S.H.Huang, H.Sun & Z.K.Zhou
- Agapetes subvinacea Airy Shaw
- Agapetes thailandica Watthana
- Agapetes toppinii Airy Shaw
- Agapetes trianguli Airy Shaw
- Agapetes variegata (Roxb.) D.Don ex G.Don
- Agapetes velutina Guillaumin
- Agapetes vernayana Merr.
- Agapetes wardii W.W.Sm.
- Agapetes xiana Y.H.Tong
- Agapetes yingjiangensis Y.H.Tong, B.M.Wang & N.H.Xia